# محمد عزيز (سياسي)
محمد عزيز هو سياسي ماليزي، ولد في 29 يوليو 1940 في باتو باهات ‏ في ماليزيا. نشط حزبياً في المنظمة الوطنية الملايوية المتحدة. وقد انتخب عضو ديوان الرعية ‏.